# Association ouvrière des compagnons du devoir et du tour de France
L'Association ouvrière des compagnons du devoir et du tour de France (AOCDTF) est une association loi de 1901 destinée à la formation et à l'apprentissage de plusieurs métiers suivant les traditions du compagnonnage.
Son objet est de permettre à chacun et chacune de s'accomplir dans et par le métier dans un esprit d'ouverture et de partage. Ces filières, qui n'ont aucun équivalent dans les lycées professionnels de l'Éducation nationale, donnent des ouvriers expérimentés et très polyvalents dans trente métiers différents dans les six filières qui sont : industrie-métallurgie, bâtiment, aménagement et finition, métiers du goût, matériaux souples, métiers du vivant.
Son slogan est : « Soyez de ceux qui construisent l'avenir ! »

## Formation
D’un niveau scolaire généralement équivalent à celui d’une fin de classe de troisième lors de leur admission (15 % des postulants sont bacheliers), les apprentis suivent pendant un à deux ans une formation par alternance. 
Pendant six semaines consécutives, ils travaillent en entreprise puis retrouvent le Centre de formation d'apprentis (CFA) pendant deux semaines. L’entreprise formatrice reste la même durant toute la durée de l’apprentissage, jusqu'à l'obtention du CAP (certificat d'aptitude professionnelle) ou BEP (brevet d'études professionnelles selon les métiers).
L'obtention de ce diplôme permettra aux jeunes qui le souhaitent de s'engager sur le Tour de France, (par le biais d'une « adoption », prenant alors l’appellation d'« aspirant » – au titre de Compagnon), afin de se perfectionner au cours de leur voyage.
En effet, on ne devient pas compagnon sans avoir voyagé et le voyage reste l’une des principales caractéristiques de la formation proposée par les Compagnons du devoir. Les futurs compagnons appelés « Itinérants » vont d’entreprise en entreprise, de ville en ville, de région en région, de pays en pays, parfaire leurs connaissances professionnelles. 
Actuellement, les compagnons du devoir sont présents dans 45 pays des cinq continents, même si l'expression « Tour de France » reste toujours utilisée par tradition. Cette expérience humaine leur permet d’acquérir adaptabilité et ouverture d’esprit. Au terme de leur Tour de France d’une durée de trois à six ans, les jeunes sont invités à présenter un travail de réception ou « chef-d’œuvre » aux compagnons de leur corporation afin de devenir compagnon.
La trentaine de CFA des compagnons du devoir dispensent une formation initiale dans les métiers de la métallurgie, de la construction, de l’agencement et décoration, de l’alimentation, du cuir et du textile :

## Métiers
- Boulanger
- Carreleur
- Carrossier constructeur
- Charcutier
- Charpentier / constructeur bois
- Chaudronnier
- Cordonnier / bottier
- Couvreur
- Ébéniste
- Électrotechnicien
- Forgeron
- Fondeur
- Fromager
- Jardinier-paysagiste
- Maçon
- Maréchal-ferrant
- Maroquinier
- Mécanicien
- Menuisier
- Pâtissier
- Peintre
- Plâtrier / Staffeur ornemaniste / Staff / Stucateur
- Plombier
- Sellier
- Métallier Serrurier
- Solier
- Tailleur de pierre
- Tapissier / Tapisserie d'ameublement / Tapissier garnisseur
- Tonnelier
- Mécanicien de précision
- Vigneron

- Fromager 31e métier à être officiellement admis chez les compagnons du devoir.
- Charcutier ce métier est entré en phase de consolidation chez les compagnons du devoir, ultime étape avant son admission définitive.

## Débouchés

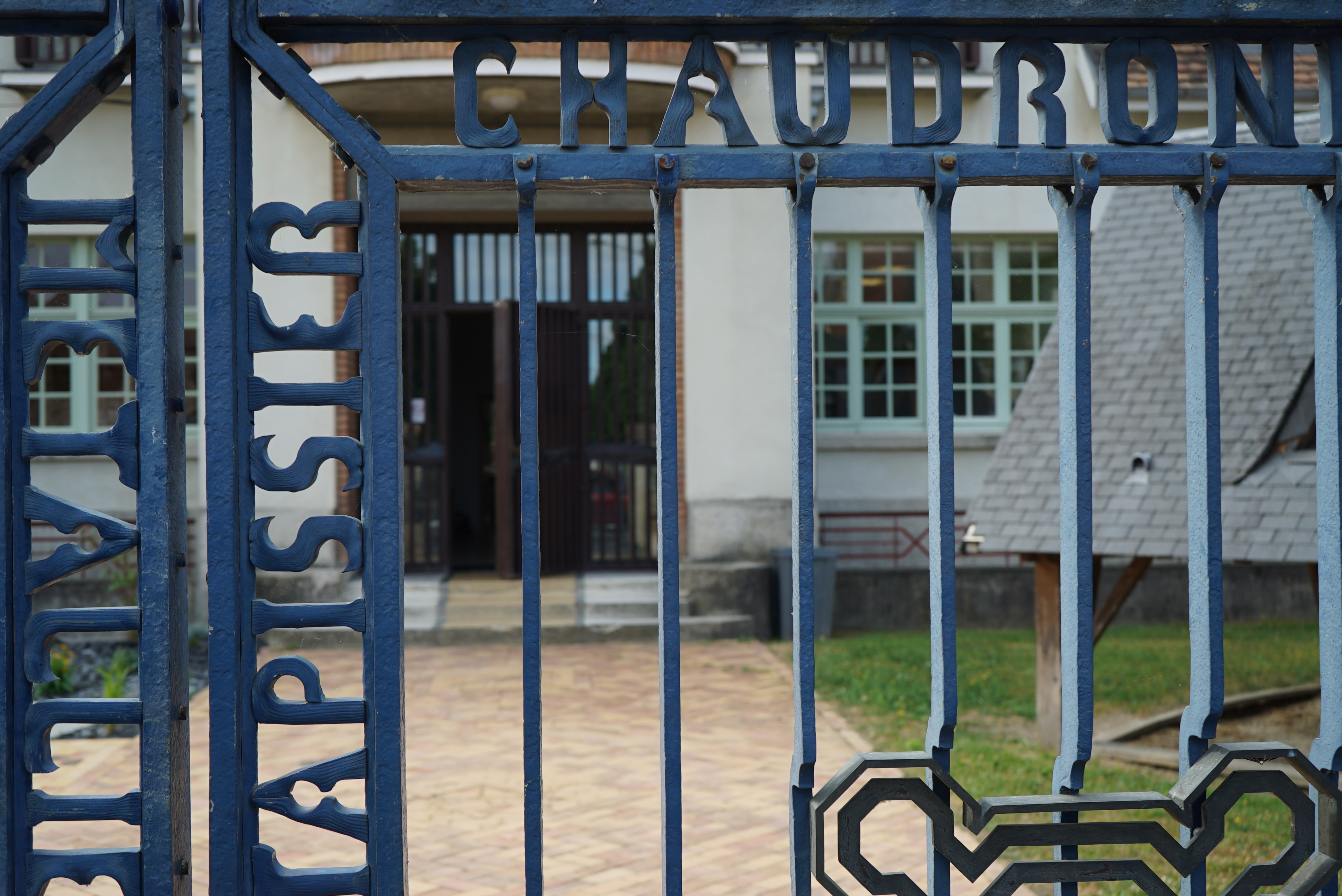
Reims.

Le compagnonnage se présente comme un tremplin pour s'accomplir tant dans l'artisanat que dans l'entreprise.
Les ouvriers qui ont fait le compagnonnage sont extrêmement recherchés y compris dans la grande industrie : biscuiterie, automobile, industrie mécanique…
Il est possible de préparer une licence professionnelle en alternance avec les Compagnons du Devoir, (diplôme de niveau II, équivalent Bac+3), c'est une des concrétisations de la grande école des Hommes de métier en compagnonnage.
Après avoir fini leur tour de France, de plus en plus de compagnons complètent avec un diplôme d’ingénieur, via la validation des acquis de l'expérience (VAE) ou avec une autre école.

## Chiffres
L'association a été fondée le 30 juillet 1941.
En 2022, elle comptait 11 871 jeunes formés dont 2 965 sur le tour de France.
- 35 métiers ;
- 5,8millions d'heures de formation dispensées ;
- 1493 Collaborateurs salariés ;
- 4873 Compagnons bénévoles offrant leur temps et leurs compétences au quotidien ;
- 60 pays accessibles sur les 5 continents, la liste augmentant chaque année ;
- l'AOCDTF s'impose comme le leader européen en termes de mobilité dans la formation professionnelle ;
- 94 % des apprentis ont un emploi après leur formation ;
- 88 % de réussite au CAP grâce à un accompagnement personnalisé ;
- 28 000 entreprises partenaires.

## Patrimoine immatériel de l’humanité
« Le compagnonnage, réseau de transmission des savoirs et des identités par le métier » a été inscrit en novembre 2010 par le comité intergouvernemental de l'UNESCO sur la liste du patrimoine culturel immatériel de l’humanité.

## Distinctions
- En 2015, l'association est lauréate du Prix Liliane-Bettencourt pour l'intelligence de la main dans la catégorie « Parcours ». Ce prix récompense notamment sa contribution au secteur des métiers d’art[8],[9].
- Renouvellement du Label IDEAS pour 4 ans à partir de 2022.
- BIM d'argent le 17 octobre 2022, organisé par Le Moniteur et Les Cahiers techniques du bâtiment pour le projet de CFA à Strasbourg.